# Vollenhovia punctata
Vollenhovia punctata é uma espécie de formiga do gênero Vollenhovia, pertencente à subfamília Myrmicinae.